# Noeurn Soeurn
Noeurn Soeurn (ur. 20 grudnia 1999) – kambodżańska zapaśniczka walcząca w stylu wolnym. Zajęła jedenaste miejsce na igrzyskach azjatyckich w 2022. Srebrna medalistka igrzysk Azji Południowo-Wschodniej w 2023 i piąta w 2021. Srebrna medalistka mistrzostw Azji Południowo-Wschodniej w 2023 i brązowa w 2022 roku.